# Filature Fraenckel-Herzog
La filature Fraenckel-Herzog est une filature située dans la commune d'Elbeuf, en France.

## Localisation
L'édifice est situé à Elbeuf, commune du département français de la Seine-Maritime, 25 rue Camille-Randoing.

## Historique
L'édifice est daté de la fin du XIXe siècle, vers 1880. Emile Herzog, le futur André Maurois, est un des associés de l'usine jusque dans les années 1920.
Dans les années 1920 la société possède trois sites de production pour 2 000 ouvriers.
La société ferme à la fin des années 1960.
L'édifice est inscrit au titre des monuments historiques le 04 juillet 1994. La chaufferie fait l'objet d'un classement le 04 juillet 1995.

## Description
L'édifice est bâti en briques sur une ossature de métal et fonte.
À son extension maximale l'usine s'étend sur 17 000 m2.
Au début des années 1890 l'usine comporte deux groupes de trois chaudières.